# Gladiators Trier
Die Gladiators Trier (deutsch Trierer Gladiatoren) sind eine deutsche Basketballmannschaft aus dem rheinland-pfälzischen Trier. Seit der Saison 2024/25 nimmt die Mannschaft als Vet-Concept Gladiators Trier (Eigenschreibweise teilweise in Großbuchstaben) am Spielbetrieb teil. Nach einem Sieg im Playoff-Halbfinale der Saison 2024/25 gegen Phoenix Hagen qualifizierten sich die Gladiators erstmals für den Aufstieg in die Basketball-Bundesliga. Zuvor spielten sie seit 2015 in der 2. Basketball-Bundesliga (ProA). 

## Geschichte

### Gründung
Im März 2015 meldete die Treveri Basketball AG, die Betreibergesellschaft des Bundesligisten TBB Trier, Insolvenz an. Aufgrund dessen und wegen eines Verstoßes gegen die Lizenzbestimmungen wurden der Mannschaft von der Liga insgesamt sechs Punkte abgezogen. Die TBB beendete die Saison 2014/15 auf dem vorletzten Tabellenrang und stand somit als Absteiger in die 2. Bundesliga ProA fest.
Im März 2015 wurde die Trierer Ballsportbewegung UG gegründet, die rechtlich nicht Nachfolger der bankrotten Treveri Basketball AG wurde, aber de facto das sportliche Erbe antrat. Ende Mai 2015 wurde der UG das Teilnahmerecht der TBB an der ProA-Saison 2015/16 übertragen. Ende Juli wurde die UG in die Trierer Ballsportbewegung GmbH umgewandelt.
Als neuer Mannschaftsname wurde „Gladiators Trier“ gewählt und die Farben Grün und Weiß der Vorgängermannschaft TBB übernommen. Das neu entworfene Wappen zeigte einen in grün gehaltenen Gladiatoren, einen Basketball sowie den Mannschaftsschriftzug. Der Name Gladiators solle „Mut, Siegeswillen und Leidenschaft“ symbolisieren, verkündete der damalige Geschäftsführer Ronny Höpfner im Juli 2015 anlässlich der Vorstellung von Mannschaftsname und -wappen.

### Premierensaison 2015/16
Ende Oktober 2015 gab Manager Michael Lang bekannt, dass das junge Unternehmen aufgrund fehlender Werbeeinnahmen und wegen des Lizenzkaufes ein Finanzloch zu konstatieren habe. Dieses wurde in den folgenden Wochen jedoch teils geschlossen.
In ihrer ersten Saison (2015/16) erreichten die Trierer unter dem niederländischen Cheftrainer Marco van den Berg das Halbfinale der 2. Bundesliga ProA, schieden dort jedoch gegen Science City Jena aus.

### Entwicklung seit 2016
Zum 1. August 2016 änderte die Mannschaft ihren Namen in Römerstrom Gladiators Trier, nachdem die Stadtwerke Trier das Namensrecht übernommen hatte. In der Saison 2016/17 wurde das Playoff-Viertelfinale erreicht, wo die Moselaner mit 2:3-Siegen Chemnitz unterlagen. In der Saison 2017/18 erreichten die Gladiators mit dem sechsten Platz in der Hauptrunde erneut die Playoffs und trafen dort in der ersten Runde auf die MLP Academics Heidelberg, die sie mit 3:2-Siegen bezwangen. Im Halbfinale traf Trier auf die in der Hauptrunde zweitplatzierten Crailsheim Merlins und schied mit 1:3-Siegen aus.
Mitte Januar 2018 kündigte der Verein einen Trainerwechsel am Ende der Saison 2017/18 an: Van den Berg entschloss sich zur Rückkehr in seine niederländische Heimat, als Nachfolger würde ab dem Spieljahr 2018/19 sein bisheriger Assistent Christian Held das Cheftraineramt übernehmen. Held führte die Mannschaft im Spieljahr 2018/19 als Tabellensechster in die Meisterrunde der 2. Bundesliga ProA. Im anschließenden Viertelfinale unterlag man dem späteren Finalisten Nürnberg Falcons mit 0:3. Helds Amtszeit ging im April 2020 zu Ende, sein Nachfolger wurde sein Vorgänger, der Niederländer van den Berg. In der Saison 2020/21 verpasste man das erste Mal die Playoff-Runde und schloss diese auf dem neunten Tabellenplatz ab.
Anfang Januar 2022 wurde Trainer van den Berg entlassen, nachdem die Mannschaft von ihren vorherigen acht Spielen vier gewonnen hatte und Tabellenzehnter war. Assistenztrainer Pascal Heinrichs wurde sein Nachfolger, ab Anfang Februar 2022 mit einem Vertrag bis zum Ende der Saison 2021/22, nachdem von den ersten vier Spielen unter seiner Leitung drei gewonnen worden waren. Unter Heinrichs schloss die Mannschaft die Hauptrunde der Saison auf dem vierten Platz ab, im anschließenden Viertelfinale schied man gegen Leverkusen aus. Heinrichs erhielt im Mai 2022 eine Vertragsverlängerung als Cheftrainer.
Am 4. März 2023 wurde Heinrichs von seinen Aufgaben als Cheftrainer entbunden und sein bisheriger Co-Trainer Jermaine Bucknor zum Nachfolger bestimmt. Der Entscheidung war eine Niederlage gegen Karlsruhe vorausgegangen, bei der Geschäftsführer Achim Schmitz die Leistung der Trierer Mannschaft als „in jeder Hinsicht katastrophal“ einstufte und eine sportliche Negativspirale beklagte. Von den letzten zehn Spielen unter Heinrichs als Trainer hatte man vier gewonnen. In der Saison 2022/23 verpasste man zum zweiten Mal die Playoff-Runde in der 2. Bundesliga ProA und beendete die Saison auf dem 13. Tabellenplatz. Am 11. Mai 2023 wurde die Verpflichtung von Don Beck, der in Trier lange erfolgreich beim Vorgängerverein TVG gearbeitet hatte, bekannt.
Nach dem im Mai 2024 knapp verpassten Bundesliga-Aufstieg (2:3 im Halbfinale gegen Frankfurt) gab Don Beck das Traineramt an seinen vorherigen Assistenten Jacques Schneider ab und unterstützte die Mannschaft fortan in den Bereichen Spielersichtung, -verpflichtung und -betreuung. Als Sportlicher Leiter kam Becks früherer Assistenztrainer Ralph Held nach Trier zurück.
Am 24. Juni 2024 gaben die Gladiators eine Erweiterung der Partnerschaft mit dem Unternehmen Vet-Concept (Hersteller von Tiernahrung) bekannt. Damit ging die Umbenennung der Mannschaft in Vet-Concept Gladiators Trier sowie die Änderung des farblichen Erscheinungsbildes (von Grün-Weiß in Grün-Weiß-Orange) einher. Der Vertrag wurde für drei Jahre geschlossen.

### Bundesliga-Aufstieg 2025
Trainer Jacques Schneider führte die Moselaner in der Saison 2024/25 zum Gewinn des Meistertitels in der 2. Bundesliga ProA und damit zum Bundesliga-Aufstieg.

### Saisonbilanzen
| Saison  | Platz | Sp | S  | N  | Punkte | PlayOffs        | Pokalwettbewerb | Zuschauerschnitt |
| ------- | ----- | -- | -- | -- | ------ | --------------- | --------------- | ---------------- |
| 2015/16 | 6.    | 30 | 17 | 13 | 34     | Halbfinale      | keine Teilnahme | 2.056            |
| 2016/17 | 6.    | 30 | 17 | 13 | 34     | Viertelfinale   | keine Teilnahme | 2.191            |
| 2017/18 | 6.    | 30 | 17 | 13 | 34     | Halbfinale      | keine Teilnahme | 2.840            |
| 2018/19 | 6.    | 30 | 17 | 13 | 34     | Viertelfinale   | keine Teilnahme | 2.783            |
| 2019/20 | 7.    | 27 | 14 | 13 | 28     | Saisonabbruch   | keine Teilnahme | 2.593            |
| 2020/21 | 9.    | 28 | 12 | 16 | 24     | keine Teilnahme | keine Teilnahme | 0                |
| 2021/22 | 4.    | 32 | 19 | 13 | 38     | Viertelfinale   | keine Teilnahme | 1.375            |
| 2022/23 | 13.   | 34 | 14 | 20 | 24     | keine Teilnahme | keine Teilnahme | 2.086            |
| 2023/24 | 1.    | 34 | 28 | 6  | 56     | Halbfinale      | keine Teilnahme | 4.251            |
| 2024/25 | 2     | 34 | 26 | 8  | 52     | Meister         | 1. Runde        |                  |

## Spieler

### Aktueller Kader
| Spieler | Spieler            | Spieler             | Spieler    | Spieler | Spieler | Spieler                 |
| Nr.     | Nat.               | Name                | Geburt     | Größe   | Info    | Letzter Verein          |
| ------- | ------------------ | ------------------- | ---------- | ------- | ------- | ----------------------- |
|         |                    | Guards (PG, SG)     |            |         |         |                         |
| ?       | Vereinigte Staaten | Eli Brooks          | 14.10.1998 | 1,85 m  |         | EWE Baskets Oldenburg   |
| ?       | Deutschland        | Urald King          | 13.07.1990 | 1,98 m  |         | Bakken Bears            |
| 21      | Deutschland        | Evans Rapieque      | 05.03.2002 | 1,93 m  |         | BSW Sixers              |
| 15      | Vereinigte Staaten | Jordan Roland       | 15.01.1997 | 1,85 m  |         | Valur Reykjavik         |
|         |                    | Forwards (SF, PF)   |            |         |         |                         |
| 8       | Iran               | Behnam Yakhchali    | 12.07.1995 | 1,92 m  |         | Shahrdari Gorgan BC     |
| 9       | Deutschland        | Marco Hollersbacher | 29.10.2000 | 2,02 m  |         | EN Baskets Schwelm      |
| 4       | Vereinigte Staaten | Clay Guillozet      | 25.05.1997 | 1,93 m  |         | AB Contern              |
| 22      | Vereinigte Staaten | JJ Mann             | 12.06.1991 | 1,98 m  |         | Soles de Mexicali       |
| 11      | Deutschland        | Yannis Steger       | 22.06.2005 | 2,05 m  |         | Bayer Giants Leverkusen |
|         |                    | Center (C)          |            |         |         |                         |
| 12      | Deutschland        | Marten Linßen       | 30.08.1998 | 2,03 m  |         | Paderborn Baskets       |
| 33      | Deutschland        | Maik Zirbes         | 29.01.1990 | 2,08 m  |         | Benfica Lissabon        |

| Trainer     | Trainer           | Trainer          |
| Nat.        | Name              | Position         |
| ----------- | ----------------- | ---------------- |
| Deutschland | Jacques Schneider | Cheftrainer      |
| Deutschland | Kevin Oberlack    | Assistenztrainer |

| Legende                | Legende            |
| Abk.                   | Bedeutung          |
| ---------------------- | ------------------ |
| C                      | Mannschaftskapitän |
| Quellen                |                    |
| Ligahomepage           |                    |
| Stand: 20. Januar 2024 |                    |

| Legende                | Legende            |
| Abk.                   | Bedeutung          |
| ---------------------- | ------------------ |
| C                      | Mannschaftskapitän |
| Quellen                |                    |
| Ligahomepage           |                    |
| Stand: 20. Januar 2024 |                    |

### Zugänge zur Saison 2025/26
- Urald King (Bakken Bears)
- Eli Brooks (EWE Baskets Oldenburg)
- Andreas Finsinger (Athletiktrainer) (Hessing Kangaroos Leitershofen)[28]

### Abgänge nach Saison 2024/25
- Hendrik Drescher (BG Göttingen)
- Marcus Graves (Phönix Hagen)
- Amir Hinton (Artland Dragons)
- Haris Hujic (RheinStars Köln)
- Jannes Hundt (Karriereende)
- Aimé Olma (Neustadt Shooters)
- Paul Stupperich (Ahorn Camp Speyer)

### Jugend
Des Weiteren spielte mit den „Young Gladiators“ eine Jugendmannschaft der Gladiators Trier in der JBBL. In der Saison 2019/20 zog erstmals eine Trierer Mannschaft in die NBBL ein.

## Spielstätte
Die Statuten der Basketball-Bundesliga schreiben eine für Fernsehübertragungen taugliche Halle mit mindestens 3.000 Plätzen als Heimspielstätte für jeden Bundesligisten vor. Die Stadt Trier ließ deshalb die Arena Trier bauen, die mit knapp 5.000 Sitzplätzen die Vorgaben der Liga erfüllt. Die Höchstauslastung bei Basketballspielen liegt aktuell bei 5.400 Plätzen (inkl. Stehplätze). In der Vergangenheit konnte die Arena mit Zusatztribünen erweitert werden, dass die Kapazität auf 6.100 Zuschauer wuchs. Auf Grund der derzeitigen Brandschutzverordnung ist das nicht mehr möglich. Die Zuschauerzahl, bei der ein Spiel ausverkauft war, variierte von Spiel zu Spiel, so galt zum Beispiel die Partie gegen den FC Bayern München am 17. März 2012 mit 5.984 Gästen als ausverkauft.
2023 wurde die Arena Trier nach dem Hauptsponsor der Halle, den Trierer Stadtwerken, in SWT-Arena umbenannt.

## Trainer
| Amtszeit        | Name               | Amt         |
| --------------- | ------------------ | ----------- |
| 2015–2018       | Marco van den Berg | Cheftrainer |
| 2018–2020       | Christian Held     | Cheftrainer |
| 2020–01/2022    | Marco van den Berg | Cheftrainer |
| 01/2022–03/2023 | Pascal Heinrichs   | Cheftrainer |
| 03/2023–05/2023 | Jermaine Bucknor   | Cheftrainer |
| 05/2023–05/2024 | Don Beck           | Cheftrainer |
| seit 05/2024    | Jacques Schneider  | Cheftrainer |

## Mannschaftsnamen
2015–2016: Gladiators Trier
2016–2024: Römerstrom Gladiators Trier
seit 2024: Vet-Concept Gladiators Trier